# Relațiile externe ale Republicii Moldova

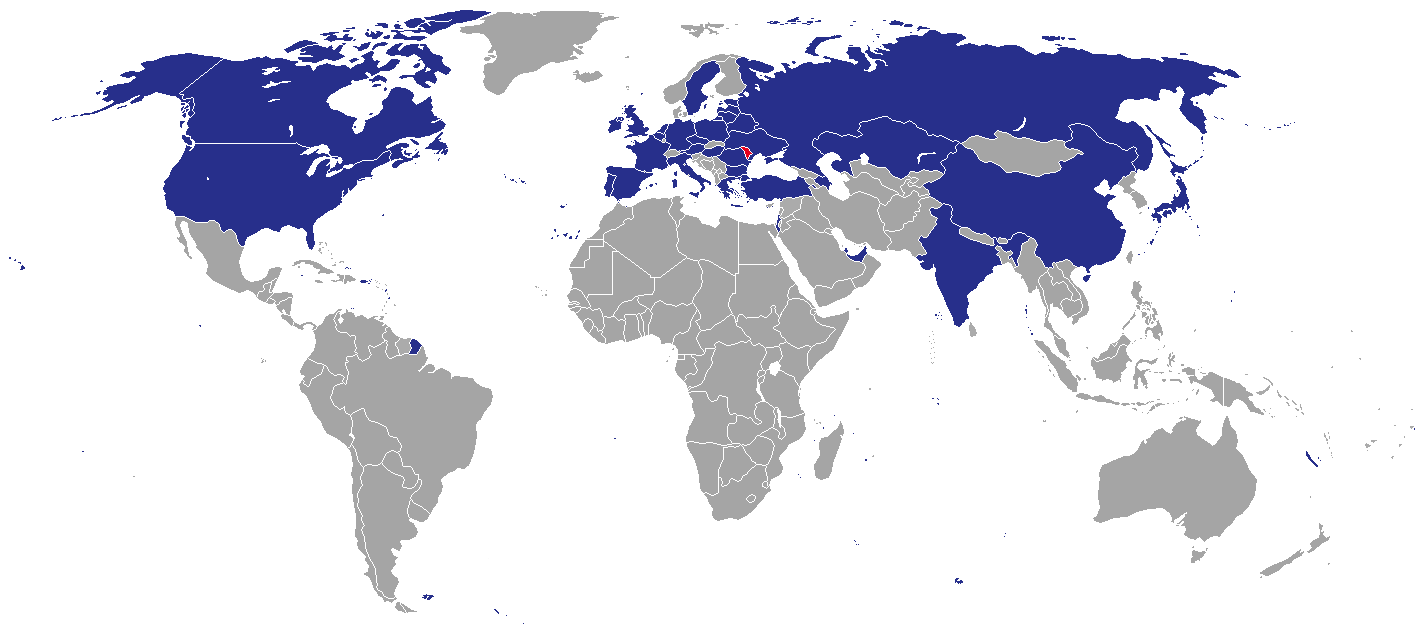
State în care Republica Moldova are misiuni diplomatice

Evoluția relațiilor externe ale Republicii Moldova a început odată cu declararea independenței Republicii pe 27 august 1991. Ministerul Afacerilor Externe și Integrării Europene este organul central de specialitate al administrației publice, abilitat să promoveze și să realizeze politica externă a statului.
Moldova este membră a unor organizații internaționale ca: Consiliul Europei, Organizația Mondială a Comerțului, Parteneriatul pentru Pace, Organizația pentru Securitate și Cooperare în Europa, Fondul Monetar Internațional, Banca Mondială, Banca Europeană pentru Reconstrucție și Dezvoltare, Organizația Internațională a Francofoniei, Procesul de Cooperare în Europa de Sud-Est, etc.
Printre cele mai importante realizări ale diplomației moldovenești se numără vizitele în Republica Moldova a vice-președintelui american Joe Biden pe 10 martie 2011 și a cancelarului german Angela Merkel pe 21 august 2012.

## Aparatul
Aparatul central al Ministerului sunt oficiile consulare, misiunile diplomatice, reprezentanțele și misiunile de pe lîngă organizațiile internaționale, precum și personalul, care activează în cadrul acestora, acesta constituie, în ansamblu, Serviciul diplomatic al Republicii Moldova. 

## Obiectivul
Obiectivele de bază și funcționarea serviciului diplomatic sînt reglementate de Legea cu privire la Serviciul diplomatic. Ministerul Afacerilor Externe și Integrării Europene desfășoară o activitate amplă menită să asigure condiții favorabile pentru realizarea plenară a intereselor naționale ale RM în plan extern: integrarea europeană, consolidarea cooperării în cadrul organizațiilor internaționale și regionale, promovarea intereselor economice, asigurarea mediului extern favorabil și sprijinului internațional necesar pentru derularea reformelor economice și social-politice în RM, reglementarea conflictului transnistrean, protejarea intereselor cetățenilor RM peste hotare și consolidarea imaginii pozitive a RM pe arena internațională.

## Relațiile cu Uniunea Europeană
Relațiile dintre Republica Moldova și Uniunea Europeană au fost formal lansate odată cu semnarea la 28 noiembrie 1994 a Acordului de Cooperare și Parteneriat, care a intrat în vigoare la 1 iulie 1998.
În prezent UE dezvoltă o relație din ce în ce strânsă, aceasta merge dincolo de cooperare, până la integrarea economică treptată și o aprofundare a cooperării politice. Integrarea Europeană rămîne obiectivul ireversibil al agendei interne și externe a Republicii Moldova. 

## Relațiile cu Statele Unite ale Americii
Relațiile dintre Republica Moldova și Statele Unite ale Americii au fost formal lansate odată de recunoaștere independenței Republicii Moldova de către SUA pe 25 decembrie 1991. De-a lungul anilor, ambele state au dezvoltat relații politice și economice puternice. Cea mai mare realizare s-a produs în anul 2010, cînd a fost semnat între părți acordul Millennium Challenge Corporation, în valoare de 262 de milioane de dolari pe un termen de 5 ani.

## Relațiile cu NATO
Relațiile dintre Republica Moldova și Alianța Nord-Atlantică au fost stabilite după declararea independenței țării. La 20 decembrie 1991, la Bruxelles, a avut loc reuniunea Consiliului de Cooperare Nord-Atlantică, creat în urma hotărîrii reuniunii la nivel înalt a țărilor membre ale NATO de la Roma din 7-8 noiembrie 1991. La 30 octombrie 2008, Jaap de Hoop Scheffer, Secretar General NATO, a efectuat o vizită de lucru la Chișinău.

## Relațiile cu România
Relațiile Republicii Moldova cu România ar fi trebuit să obțină un caracter privilegiat, special, datorită culturii, limbii și trecutului istoric comun. Însă acestea devin încordate începând cu anul 1994, odată cu adoptarea Constituției RM care stipula că limba de stat este moldoveneasca, iar imnul Deșteaptă-te, române! este preschimbat în Limba noastră.
Semnalele inițiale cum că România și Republica Moldova ar putea să se unească după trecerea ambelor state de la regimul totalitar comunist la democrație s-au stins rapid datorita intervenției rusești care a dus la apariția regiunii autonome Găgăuzia și a republicii nerecunoscute Transnistria, ambele create de Rusia în scopul împiedicării reunificării teritoriului românesc. România rămâne interesată de afacerile politico-economice din Moldova și sprijină limitat Republica Moldova în timpul conflictului civil cu republica separatistă Transnistria.
Începând cu anul 2009, cînd la putere în Moldova vin forțele pro-europene, relațiile dintre cele două maluri se schimbă cardinal în sens pozitiv: sînt eliminate barierele la traversarea hotarului, este scos gardul ghimbat de pe malul stâng al Prutului, se intensifică relațiile culturale și sociale între cele două state.

## Relațiile cu Rusia
Relațiile comerciale dintre Rusia și Republica Moldova sunt în prezent reglementate de acordul de liber schimb semnat între statele membre ale Comunității Statelor Independente (CSI), care permite Chișinăului să beneficieze de un regim vamal preferențial pentru exporturile pe piața rusă.